# Пито
Пито (фр. Puteaux) град је у Француској, у департману Горња Сена.
По подацима из 1999. године број становника у месту је био 40.780.

## Демографија
| 1962.  | 1968.  | 1975.  | 1982.  | 1990.  | 1999.  | 2011.  |
| ------ | ------ | ------ | ------ | ------ | ------ | ------ |
| 39.640 | 37.946 | 35.514 | 36.117 | 42.756 | 40.780 | 44.683 |

## Партнерски градови
- Еш сир Алзет
- Земун
- Gan Yavne
- Брага
- Офенбах на Мајни
- Велетри
- Медлинг